# بوندي تشيو
بوندي تشيو (بالصينية: 趙學而) هي مغنية وممثلة صينية، ولدت في 31 مارس 1971 في هونغ كونغ البريطانية.

## وصلات خارجية
- بوندي تشيو على موقع IMDb (الإنجليزية)
- بوندي تشيو على موقع ميوزك برينز (الإنجليزية)
- بوندي تشيو على موقع ديسكوغز (الإنجليزية)
- بوندي تشيو على موقع ديسكوغز (الإنجليزية)
- بوندي تشيو على موقع قاعدة بيانات الفيلم (الإنجليزية)